# Арсанукаев, Шайхи Абдулмуслимович
Арсанука́ев, Шайхи́ Абдулмусли́мович (15 апреля 1930, Дышне-Ведено, Северо-Кавказский край — 13 марта 2012, Грозный, Чечня, Россия) — чеченский писатель и поэт, член Союзов писателей Чечни и России, Народный писатель Чеченской Республики (2010).

## Биография
Родился в селе Дышне-Ведено Веденского района Чечни 15 апреля 1930 года. В феврале 1944 года был депортирован вместе с родными в Казахстан. Окончил школу в с. Батнай Новопокровского района Семипалатинской области. В 1955 году окончил Семипалатинский финансовый техникум.
Писать стихи начал со школьной скамьи. Первые произведения были опубликованы в 1957 году в газете «Ленинан некъ», альманахах «Дружба» и «Орга».
Окончил филологический факультет Чечено-Ингушского государственного педагогического института. После его окончания стал заместителем редактора веденской районной газеты «Колхозная жизнь». Впоследствии работал в Чечено-Ингушском книжном издательстве старшим редактором, главным редактором литературно-художественного альманаха «Орга». Стал членом Союза писателей СССР. В 1986 году возглавил Союз писателей Чечено-Ингушетии и проработал в этой должности до 1997 года. В последние годы жизни работал старшим преподавателем кафедры чеченской литературы и фольклора Чеченского государственного университета.
Автор поэтических сборников «Утро в горах», «Родник любви», «Выбор судьбы», «Новый день» и других.

## Награды и звания
В 2005 году Арсанукаеву было присвоено звание Почётного гражданина Чеченской Республики.
За достигнутые трудовые успехи и многолетнюю плодотворную работу в 2009 году Шайхи Арсанукаев был награждён орденом Дружбы.
За значительный вклад в развитие художественную литературу Чеченской Республики Шайхи Арсанукаеву присвоено звание «Народный писатель Чеченской Республики».

## Память
Именем Арсанукаева названы улицы в Дышне-Ведено и Гудермесе.